# Barclay, Curle and Company

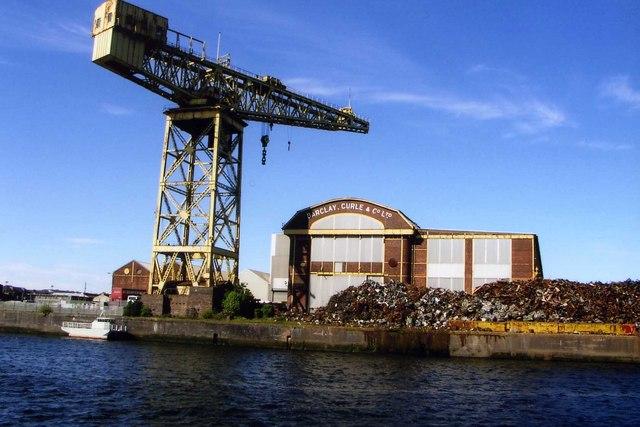
Heutige Ansicht der Werft

Die Schiffswerft Barclay, Curle & Co. Ltd, kurz Barclay, Curle im District Whiteinch von Glasgow, bestand von 1884 bis 1968. Das Unternehmen gehörte in seiner Hochphase zu den größten Werften am Fluss Clyde. Heute bietet die SeaWind Group an den Standorten Birkenhead und Appledore (District Torridge, North Devon) unter dem Namen SeaWind Barclay Curle Schiffsreparaturen und weitere maritime Dienstleistungen an.

## Geschichte

### Gründungsjahre
Die Wurzeln der Werft liegen bei Robert Barclay, der die Clydeholm-Werft als erstes Unternehmen 1818 in Whiteinch bei Glasgow gründete. Barclay starb 1861 und im Jahr darauf richtete das Unternehmen ein zweites etwa 1800 m2 großes Betriebsgelände in Stobcross ein. bis in die 1870er Jahre waren in  Stobcross bereits 22 Segelschiffe entstanden, während in Clydeholm der Bau des ersten Dampfschiffes in Angriff genommen wurde. 1884 wurde das Unternehmen zur Aktiengesellschaft Barclay, Curle and Company Limited umgewandelt. Das Bauprogramm der 1880er Jahre wurde von der Umstellung auf den Stahlschiffbau und die Ausweitung der gebauten Schiffstypen gekennzeichnet. Außer Dampfschiffen und Barken wurden auch erste Dampfyachten erstellt. Die 1888 gebaute Circe erhielt die erste bei Barclay, Curle verbaute Dreifach-Expansionsmaschine mit Morton’s Ventilsteuerung. Im selben Jahr stellte sich die Werft auf der Weltausstellung in Glasgow dar.

### Ab 1900
Insbesondere ab 1900 wurden immer größere Schiffe gebaut. Reedereien aus allen Teilen der Welt orderten große Passagier- und Frachtlinienschiffe bei Barclay, Curle. Ab 1912 erwarb Swan, Hunter and Wigham Richardson die Werften in Clydeholm und gliederte sie in seine Werftengruppe ein. Daneben erwarb Swan Hunter auch die Elderslie-Werft mit ihrem Trockendock, sowie Barclay's Trockendocks in Govan. In den Jahren bis zum Ausbruch des Ersten Weltkriegs wurde die British India Line mit 17 georderten Schiffen zu einem Hauptkunden der Werft. Barclay, Curle arbeitete in diesen Jahren an der Entwicklung eines mittelgroßen Doppelschrauben-Passagier- und Truppendampfer.

### Kriege und Krise
Während des Ersten Weltkriegs bauten Barclay, Curle & Co. auf ihren Werften Clydeholm und West Scotstoun 57 große Schiffe, 30 Konvoigeleit-Sloops, fünf U-Jagd-Boote der „P“-Klasse, vier Insekten-Klasse-Flusskanonenboote und sechs Tanker. Über 1000 Schiffe kamen zur Reparatur.
Nach dem Krieg baute Barclay, Curle acht Fleisch-Kühlschiffe der „G“-Klasse, um Kriegsverluste zu ersetzen. Auch in den 1920er Jahren wurde die British India wieder zu einem der Hauptkunden. Des Weiteren bestellten auch zahlreiche andere Reedereien wieder Linienfrachter. 1922 wurde die flussabwärts benachbarte Jordanvale-Werft erworben und modernisiert, um Trampschiffe und Küstenfrachter zu bauen.
In den 1930er Jahren begann die Werft mit dem Tankerbau. Ab 1932 fand vor dem Hintergrund der Weltwirtschaftskrise eine Rationalisierung der Werften statt. Die Werften in West Scotstoun und Govan wurden zu Reparaturwerften, während der Schiffbau in Clydeholm und Jordanvale stattfand. Auf diese Weise überlebten die Werften die Jahre der Depression, während lediglich kleine Passagier- und Frachtmotorschiffe, Tanker und Trampsschiffe, sowie Truppentransporter die Werften verließen.
Die 1940er Jahre füllten das Orderbuch erneut mit Bauaufträgen über Stückgutschiffe, sowie luxuriöse Passagier- und Linienfrachtschiffe. Die Bauliste der 1950er Jahre stellte einen Hochphase der Werftgeschichte mit einer Vielzahl aufwändiger Neubauten für weltweite Kunden dar. Daneben verließen aber auch zahlreiche Tanker, Fischfabrikschiffe, Massengutschiffe und Colliers die Hellinge der Werft. 1961 fertigen die 3028 Mitarbeiter des Unternehmens außer Schiffen und Schiffsmaschinen auch Büromöbel und Ladeneinrichtungen.

### Die letzten Jahre
1967 beschloss Swan Hunter Shipbuilders den Schiffbau auf der Clydeholm-Werft zu beenden, beließ diese aber bis 1968 in Betrieb. Die zur Swan Hunter Gruppe gehörende North Britain Engine Works fuhr aber mit dem Schiffsmaschinenbau fort, bevor sie vom Schweizer Schiffsmotorenhersteller Sulzer AG gekauft wurde. Die Reparaturwerft in West Scotstoun blieb weiterhin aktiv und wurde, wie die Mehrzahl aller Schiffbauunternehmen in Großbritannien, unter dem Aircraft and Shipbuilding Industries Act 1977 verstaatlicht und gegen Ende der 1970er Jahre auf die Produktion von  Marinewaffensystemen (Sea Dart und Sea Wolf Raketen) umgestellt. Mitte der 1980er Jahre wurde das Gelände zum allgemeinen Industriegebiet und liegt teilweise brach. Heute gehört das Unternehmen zur Seawind Group. Diese betreibt heute unter den Marken Seawind Barclay, Curle und Seawind Marine Schiffsreparatur- und maritime Dienstleistungsbetriebe in Birkenhead und Appledore.